# Good God
Good God (с англ. — «Хороший Бог») — сингл ню-метал-группы Korn со второго альбома Life Is Peachy, вышедший 7 ноября 1997. Концертное видео на «Good God», записанное в театре Астория (Лондон, Англия) было включено в расширенное издание альбома. Как и в случае с песней «Faget», на «Good God» был снят видеоклип, но видео так никогда и не было издано.
Песня с 1998 года долгое время не исполнялась на концертах, но в 2007 Korn включили её в концертный сет-лист.

## Джонатан Дэвискомментирует значение песни
Песня про одного парня, которого я знал в школе и считал своим другом, но он унижал меня. Он пришёл в мою жизнь ни с чем, ошивался в моём доме, и заставлял меня делать то, что я толком не хотел делать. Я был поклонником музыки нью-романтик, а он — модом, и он сказал, что если я не оденусь как мод, то он не будет больше моим другом. Каждый раз когда я планировал пойти на свидание с девушкой, он намеренно все портил, потому что у него не было свидания. Он был бесхарактерным долбанным ничтожеством. Я не общался с ним уже много лет.

## Ремиксы
На песню было сделано два ремикса немецкими индастриал-метал-группами — Rammstein и Oomph!